# José Freire
José dos Santos Freire (Arraias, 18 de maio de 1928) é um advogado, agropecuarista e político brasileiro que foi deputado federal por Goiás.

## Biografia
Filho de Diolindo dos Santos Freire e de Maria de Almeida Freire. Advogado formado pela Universidade Federal de Goiás, iniciou sua vida pública como funcionário da Secretaria de Fazenda de Goiás chegando à chefia de gabinete. Filiado ao PSD, elegeu-se deputado estadual em 1954 e 1958 chegando à presidência daquele poder e ao fim de sua gestão foi Secretário de Agricultura do governador Mauro Borges e a seguir diretor do Banco de Crédito da Amazônia.
Eleito deputado federal em 1962 optou pelo MDB quando o Regime Militar de 1964 outorgou o bipartidarismo via Ato Institucional Número Dois reelegendo-se em 1966 e 1970 sem disputar um novo mandato no pleito seguinte. Voltou à Câmara dos Deputados em 1978 e foi reeleito pelo PMDB em 1982, licenciando-se do mandato por dois anos a fim de ocupar a Secretaria de Segurança Pública no governo Iris Rezende e uma vez fora do cargo retornou a Brasília e foi reeleito deputado federal em 1986 sendo um dos signatários da Constituição de 1988.
Em 1988 foi derrotado por Siqueira Campos ao disputar o governo do Tocantins, mas na mesma oportunidade seu filho, Freire Júnior, foi eleito deputado federal pelo novo estado.
Mesmo afastado da política em 1999 foi eleito presidente do diretório municipal do PMDB em Arraias.